# Numāligarh
Numāligarh är en ort i Indien.   Den ligger i distriktet Golaghat och delstaten Assam, i den östra delen av landet, 1 600 km öster om huvudstaden New Delhi. Numāligarh ligger 99 meter över havet och antalet invånare är 7 386.
Terrängen runt Numāligarh är huvudsakligen platt, men åt sydväst är den kuperad. Runt Numāligarh är det tätbefolkat, med 459 invånare per kvadratkilometer. Närmaste större samhälle är Bokākhāt, 12,2 km väster om Numāligarh. I omgivningarna runt Numāligarh växer huvudsakligen savannskog.